# نتيجة كاذبة

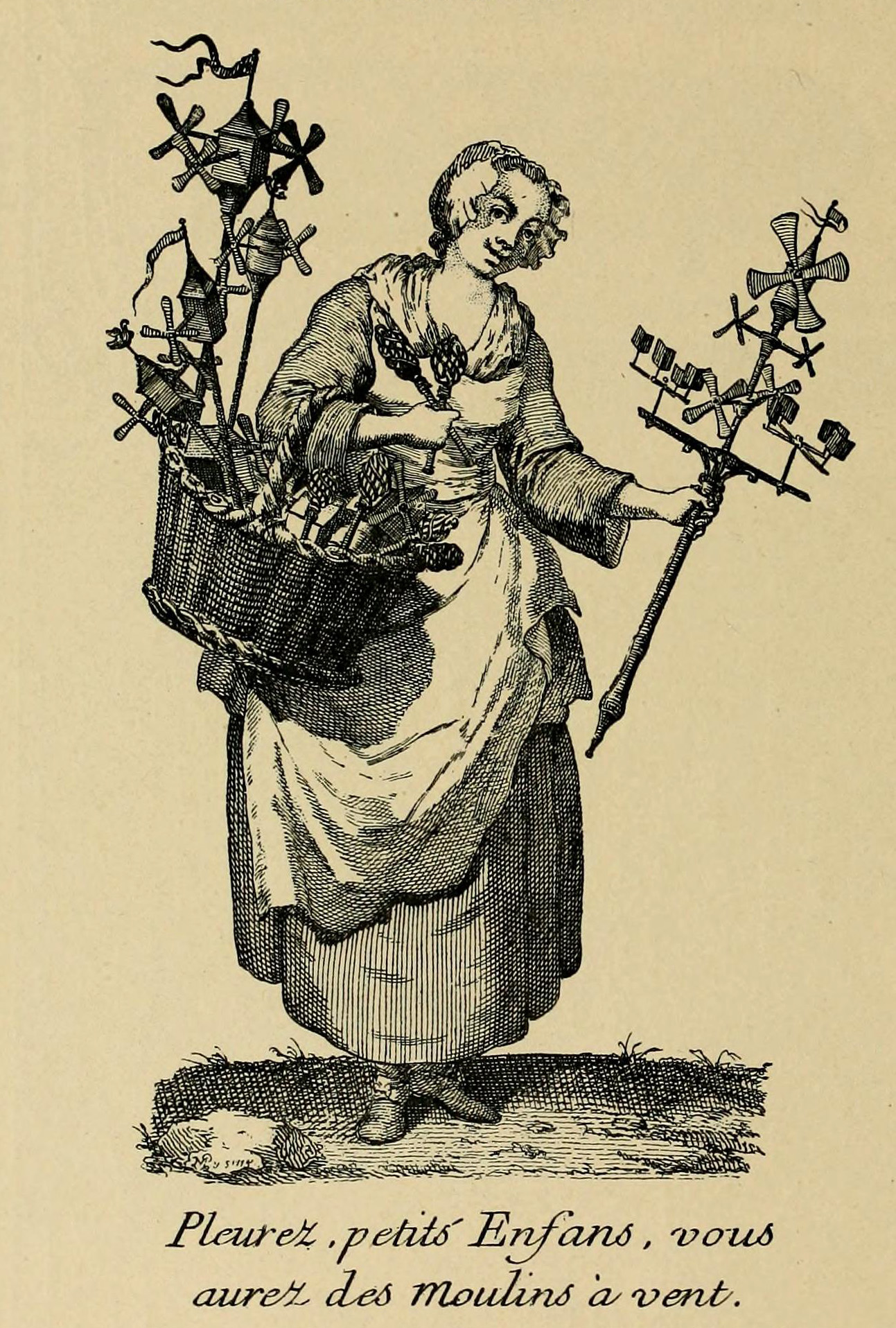

نتيجة كاذبة هي النتيجة التي لا تتبع مقدماتها المنطقية، وقد تكون صحيحة أو خاطئة، لكن العلاقة بين المقدمات المنطقية والنتيجة في الأصل خاطئة لأنها منطوية على مغالطة. كل المغالطات هي حالات مميزة للنتيجة الكاذبة. كما أن لهذا المصطلح استعمالات في مجال القانون.